# 683 TCN
683 TCN là một năm trong lịch La Mã.